# NGC 46
NGC 46 – gwiazda o jasności 11,68m znajdująca się w gwiazdozbiorze Ryb. Obserwował ją Edward Joshua Cooper 22 października 1852 roku i błędnie skatalogował jako obiekt typu mgławicowego.